# Garamszeghy Sándor
Garamszeghy Sándor, Géczy Sándor Béla, született Goits (Mezőkövesd, 1879. március 9. – Budapest, 1964. augusztus 8.) színész, író.

## Életútja
Goits Lázár és Géczi Jolán fiaként született, nevelőszülei Géczy István és Major Jolán voltak. A katonai pályáról lelépve, a színészakadémiára iratkozott be. 1907-ben nyert oklevelet és ugyanezen év szeptember 1-jén a Nemzeti Színház tagja lett. Az első világháború kitörésekor bevonult és mint hadnagy szolgált. Tarnopolnál fogságba került. Három évi szibériai fogság után először lépett fel A dolovai nábob leánya című vígjáták Tarján Gida szerepében, 1917. október 25-én, a Nemzeti Színházban. 1911. április havában elnyerte a Farkas–Ratkó-díjat. 1914. január 16-án a Nemzeti Színházban színre került Matyólakodalom című falusi története. 1923. július 1-jén házasságra lépett Muzsnay Bella színésznővel. 1925. június 21-én vitézzé avatták. 1932-ben a Nemzeti Színház örökös tagja lett, 1936-ban vonult nyugdíjba, azonban még örökös tagként 1944-ig felléphetett.
Két kötete s megjelent, Szibériai virágok címmel verseket írt, míg Szibériai elbeszélések című munkája novellákat tartalmaz.

## Fontosabb színházi szerepei
- Tarján Gida (Herczeg F.: A dolovai nábob lánya)
- Ferkó (Szigligeti E.: A cigány)
- Lysander (Shakespeare: Szentivánéji álom)
- Kisfaludy Sándor (Berczik Á.: Himfy dalai)
- Balogh dr. (A híd)
- Toulonnier (Ahol unatkoznak)
- Barna (Egy magyar nábob)
- Kósza Gyurka (Piros bugyelláris)
- Balogh (Báthory Zsigmond)
- Orsino (Shakespeare: Vízkereszt vagy amit akartok)
- Szentirmay (Herczeg F.: A dolovai nábob leánya)
- Almaviva (Figaro házassága)
- Theseus (Shakespeare: Szentivánéji álom)
- Metellus (Shakespeare: Julius Caesar)
- Burgundi fejedelem (Shakespeare:Lear király)
- Altest (Molière: Mizantróp)

## Drámái
- Matyólakodalom (1914)
- Hung-Yü (A vörös drágakő, 1919)
- Matyószerelem (1935)

## Rendezései
- Gróf Mefisztó I-II. (1920)
- Matyólakodalom (1920)
- Matyószerelem (1922)

## Forgatókönyvei
- Gróf Mefisztó I-II. (1920)
- Matyólakodalom (1920)
- Matyószerelem (1922)

## Filmszerepei
- A végzetes nyakék (1912)
- Timár Liza (1918)
- A kivándorló (1918) - Pálfalvy Miklós
- Halcyone (1919) – John Derringham
- Isten hozzád szerelem! (1919) – Caraciola márki
- Gróf Mefisztó I-II. (1920) – Gorszky Szvetozár / Gróf Mefisztó
- Matyólakodalom (1920) – Nyikes Andris zsellérlegény
- Matyószerelem (1922) – Matyi
- Családi pótlék (1937) – Ajtay, elnök
- Késő (1943)